# Fernando Ocáriz
Fernando Ocáriz Braña, španski katoliški duhovnik in teolog, * 27. oktober 1944, 
Ocáriz je trenutni prelat Opus Dei, četrti od njegove ustanovitve. Objavil je številna teološka in filozofska dela.

## Življenje
Rodil se je 27. oktobra 1944 kot najmlajši od osmih otrok v družini, ki je med špansko državljansko vojno pobegnila v Pariz. Študiral je fiziko na Univerzi v Barceloni in diplomiral 1966. S filozofijo in teologijo je nadaljeval na Papeški lateranski univerzi ter Univerzi v Navarri, kjer je 1971 doktoriral. V svojih delih se je ukvarjal z raznolikimi avtorji, kot so Karl Marx, Voltaire in Tomaž Akvinski. Leta 1971 je bil posvečen v duhovnika.
Leta 1986 je bil imenovan za sodelavca pri Kongregaciji za nauk vere in tri leta kasneje je postal član Papeške teološke akademije. Sodeluje tudi pri Kongregaciji za duhovščino in v Papeškem svetu za pospeševanje nove evangelizacije. Delal je kot redni profesor na Papeški univerzi Svetega Križa.
Po smrti Javierja Echevarríe je bil 23. januarja 2017 izvoljen za prelata Opus Dei.

## Delo
Med njegovimi teološkimi objavami izstopajo knjige o kristologiji, kot sta The mystery of Jesus Christ: a Christology and Soteriology textbook in Hijos de Dios en Cristo, Introducción a una teología de la participación sobrenatural; ter druga dela teološke in filozofske narave kot npr. Amar con obras: a Dios y a los hombres; Naturaleza, gracia y gloria, s predgovorom kardinala Ratzingerja. Leta 2013 je izšla knjiga v obliki pogovora z Rafaelom Serranom z naslovom Sobre Dios, la Iglesia y el mundo (O Bogu, Cerkvi in svetu). Med njegovimi deli sta dve filozofski študiji: El marxismo: teoría y práctica de una revolución (Marksizem, teorija in praksa neke revolucije) in Voltaire: Tratado sobre la tolerancia (Voltaire, razprava o strpnosti). Poleg tega je soavtor monografij ter avtor mnogih teoloških in filozofskih člankov.